# تشیندژنژه، آنگولا
تشیندژنژه (به انگلیسی: Tchindjenje (Quingenge)) شهری در استان هوامبو واقع در کشور آنگولا است که در سال ۲۰۰۹ میلادی ۶٬۳۰۴ نفر جمعیت داشته است.